# Разгульное
Разгульное (каз. Разгульное) — село в районе имени Габита Мусрепова Северо-Казахстанской области Казахстана. Являлся административным центром ликвидированного Приишимского сельского округа. 13 декабря 2010 года включен в состав Шоптыкольского сельского округа.

## География
Расположено на берегу реки Ишим.

## Население
В 1999 году численность населения села составляла 725 человек (355 мужчин и 370 женщин). По данным переписи 2009 года, в селе проживало 468 человек (241 мужчина и 227 женщин).